# Evangelische Kirche Treßdorf

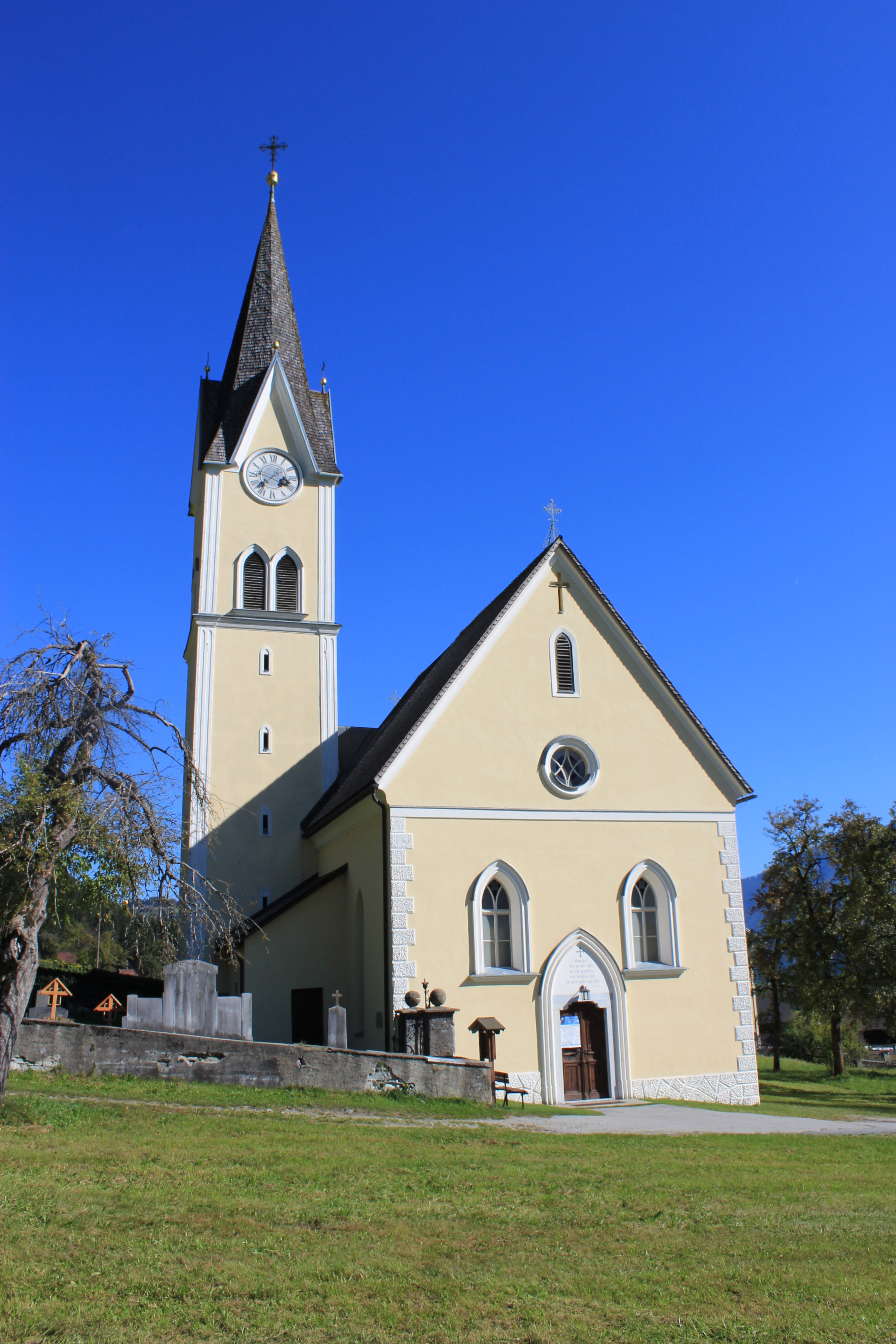
Evangelische Kirche Treßdorf

Die evangelische Kirche Treßdorf ist die Gemeindekirche von Treßdorf, einem Ortsteil von Kirchbach (Kärnten) im Bezirk Hermagor. Sie gehört der Evangelischen Superintendentur A. B. Kärnten und Osttirol an. Das Gebäude steht unter Denkmalschutz (Listeneintrag).

## Geschichte
Mit dem Toleranzpatent Kaiser Josephs II. vom 13. Oktober 1781 konnte  in Treßdorf eine evangelische Pfarre begründet werden, die 1784 ihr Bethaus erhielt. Erst nachdem den Protestanten ab 1849 die Errichtung von Kirchenbauten erlaubt worden war, konnte dem Bethaus ein übergiebelter Turmbau mit vierseitigem Pyramidenhelm zugefügt werden. 1903 schließlich wurde das Bethaus unter Beibehaltung des seitlich stehenden Turmbaus durch einen neugotischen Kirchenbau als ein dreijochiger, im Innern kreuzrippengewölbter Saalbau mit Vorchorjoch und dreiseitigem Apsidenschluss ersetzt. In den Kirchenbau wurde die nach 1866 von Jacob Ladstätter erbaute Orgel übernommen, dessen Vater Adam Ladstätter bereits 1805 als Autodidakt eine Orgel, „ganz aus Holz, mit 8 Registern“ für das evangelische Bethaus erbaut hatte.
1877 wurde der Treßdorfer Pfarrer Karl Bauer zum Superintendenten der Evangelischen Superintendentur für Österreich gewählt, einem Amt, das er auch nach seiner Transferierung an die Johanneskirche in Klagenfurt 1885 bis zu seinem Tod 1895 innehatte.